# Hüterturm

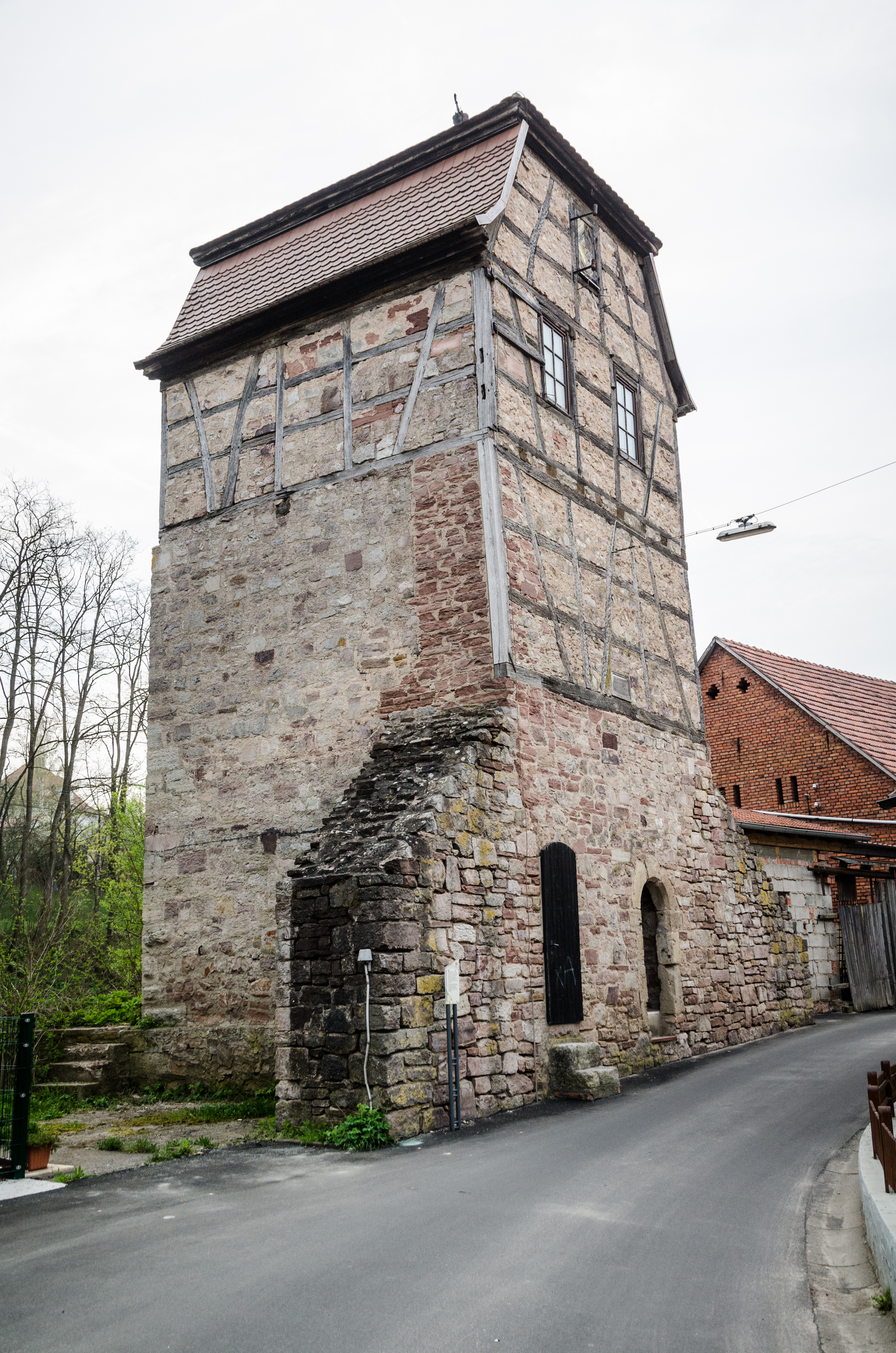
Hüterturm in Hammelburg

Der Hüterturm in Hammelburg, einer Kleinstadt im unterfränkischen Landkreis Bad Kissingen, wurde zwischen 1242 und 1260 errichtet. Der Wehrturm ist ein geschütztes Baudenkmal.
Der dreigeschossige Turm mit quadratischem Grundriss, bestehend aus Hau- bzw. Bruchsteinmauerwerk, ist einer von drei noch erhaltenen Türmen der Hammelburger Stadtbefestigung. Das Mansarddach wurde 1801 aufgesetzt.
Die oberen Geschossen wurden in Fachwerkbauweise errichtet.
Der Turm dient als Vereinssitz der Pfadfinder.